# Kósuke Kitadžima
Kósuke Kitadžima, japonsky 北島 康介 (* 22. září 1982, Tokio) je japonský plavec. Je držitelem čtyř zlatých olympijských medailí, dvě vybojoval na olympijských hrách v Athénách roku 2004, a to ve sprintu na 100 a 200 metrů prsa. Ve stejných disciplínách pak triumfoval i za čtyři roky na olympiádě v Pekingu. Krom toho má jedno stříbro (Londýn 2012) a dva bronzy (Athény 2004, Peking 2008) ze štafet na 4 × 100 metrů. Je též trojnásobným mistrem světa.